# Мишон Вијехо (Калифорнија)
Мишон Вијехо (енгл. Mission Viejo) град је у америчкој савезној држави Калифорнија. По попису становништва из 2010. у њему је живело 93.305 становника.

## Географија
Мишон Вијехо се налази на надморској висини од 121 m. Према Бироу за попис становништва Сједињених Америчких Држава, заузима укупну површину од 46,939 km², од чега је копно 45,944 km², а вода 0,995 km².

### Клима
| Клима (Мишон Вијехо)       | Клима (Мишон Вијехо) | Клима (Мишон Вијехо) | Клима (Мишон Вијехо) | Клима (Мишон Вијехо) | Клима (Мишон Вијехо) | Клима (Мишон Вијехо) | Клима (Мишон Вијехо) | Клима (Мишон Вијехо) | Клима (Мишон Вијехо) | Клима (Мишон Вијехо) | Клима (Мишон Вијехо) | Клима (Мишон Вијехо) | Клима (Мишон Вијехо) |
| Показатељ \ Месец          | .Јан.                | .Феб.                | .Мар.                | .Апр.                | .Мај.                | .Јун.                | .Јул.                | .Авг.                | .Сеп.                | .Окт.                | .Нов.                | .Дец.                | .Год.                |
| -------------------------- | -------------------- | -------------------- | -------------------- | -------------------- | -------------------- | -------------------- | -------------------- | -------------------- | -------------------- | -------------------- | -------------------- | -------------------- | -------------------- |
| Средњи максимум, °C (°F)   | 20 (68)              | 20 (68)              | 20,5 (68,9)          | 22,2 (72)            | 22,7 (72,9)          | 23,9 (75)            | 26,1 (79)            | 26,7 (80,1)          | 26,7 (80,1)          | 25 (77)              | 22,2 (72)            | 19,4 (66,9)          | 22,9 (73,2)          |
| Средњи минимум, °C (°F)    | 6,7 (44,1)           | 7,2 (45)             | 8,3 (46,9)           | 10 (50)              | 12,2 (54)            | 14,4 (57,9)          | 16,1 (61)            | 15,5 (59,9)          | 15 (59)              | 12,2 (54)            | 8,9 (48)             | 6,1 (43)             | 11 (52)              |
| Количина падавина, mm (in) | 72,4 (28,5)          | 86,9 (34,21)         | 49,8 (19,61)         | 22,4 (8,82)          | 6,4 (2,52)           | 2,8 (1,1)            | 1,5 (0,59)           | 0,8 (0,31)           | 6,4 (2,52)           | 16,5 (6,5)           | 27,7 (10,91)         | 60,5 (23,82)         | 353,8 (139,29)       |
| [ тражи се извор ]         |                      |                      |                      |                      |                      |                      |                      |                      |                      |                      |                      |                      |                      |

## Демографија
Према попису становништва из 2010. у граду је живело 93.305 становника, што је 203 (0,2%) становника више него 2000. године.
| Група             | 2000.          | 2010.          |
| Белци             | 70.735 (76,0%) | 64.276 (68,9%) |
| Афроамериканци    | 1.067 (1,1%)   | 1.210 (1,3%)   |
| Азијати           | 7.199 (7,7%)   | 8.462 (9,1%)   |
| Хиспаноамериканци | 11.266 (12,1%) | 15.877 (17,0%) |
| Укупно            | 93.102         | 93.305         |